# バッド (曲)
「Bad」（バッド）は、マイケル・ジャクソンのアルバム『バッド』の表題曲。アルバムからの第2弾シングルカットとしても発売。

## 解説
元々はプリンスとのデュエット曲として制作されていたが、プリンスが「僕が参加しなくてもこの曲は売れるよ」と言ったことからデュエットは中止となった。
実際「バッド」はビルボード Hot100チャート1位という結果を残している。オリコン洋楽チャートでは1987年9月28日付から通算3週1位を獲得した。
シングルのジャケットは、当初黒い花柄のレース越しに見つめるマイケルの顔写真となる予定だったが、エピック側がこの案を却下。結局、ショートフィルム撮影時の休憩時間中に撮られた写真が採用された。

## ショートフィルム
ショートフィルムは私服警官に強盗と間違えられて射殺されてしまったハーレム出身の私立高校生、エドマンド・ベリーという青年の実話を基に制作された。
監督はマーティン・スコセッシ、脚本にリチャード・プライスを迎えて、1986年11月ニューヨークで撮影された。マイケルはスコセッシ監督の作品を「ニューヨーク・ニューヨーク」しか観たことがなく、本来はジョージ・ルーカスかスティーヴン・スピルバーグに頼みたかったようである
ドラマシーンは白黒で、ダンスパートはカラーという構成になっている。マイケルはダリルという役名で出演。
共演者に、不良グループのリーダー役でウェズリー・スナイプス、マイケルの母親役（声のみの出演）にロバータ・フラックも出演。治安の悪い地区での撮影では、地元住民からマイケルに罵声が浴びせられることがあった。そんな時、共演のウェズリーはボディガードとなってマイケルを守った。
マイケルがダンサー達と踊る地下鉄駅構内のシーンは、ブルックリンにあるホイト-スカーマーホーン・ストリーツ駅での撮影。ここは、マイケルが初めて出演した1978年の映画「ウィズ」のロケ地のひとつでもあった。
楽曲でオルガン・ソロを聴かせるのは、モダン・ジャズ・オルガンの始祖、ジミー・スミス。マイケルとダンサー達が駆け上がる階段の途中には、彼に敬意を表した「SMITH」の文字が見える。

## カバーとパロディ
1987年、イギリスの俳優兼コメディアンのレニー・ヘンリーは「Mad」というタイトルのパロディを演じた。
アル・ヤンコビックは「ファット」というパロディー・ソングを1988年のアルバム『イーヴン・ワース』に収録した。マイケルは「バッド」と同じ地下鉄のセットで「ファット」のミュージックビデオを撮影することをヤンコビックに許可した。
アメリカのTVドラマシリーズ『Glee/グリー』ではマイケルのトリビュート・エピソードの中でこの曲を取り上げた。
2018年2月、ビリー・アイリッシュは兄フィニアス・オコネルとともにオーストラリアのラジオ局Triple Jの番組Like a Versionでこの曲のカバーを披露した。

## チャート
| チャート (1987–1988)                            | 最高 順位 |
| ----------------------------------------------- | --------- |
| オーストラリア (ケント・ミュージック・レポート) | 4         |
| オーストリア (Ö3 Austria Top 40)                | 9         |
| ベルギー (Ultratop 50 Flanders)                 | 1         |
| カナダ トップ・シングルズ (RPM)                 | 5         |
| カナダ / アダルト・コンテンポラリー (RPM)       | 1         |
| フィンランド (スオメン・ヴィラリネン・リスタ)   | 6         |
| フランス (SNEP)                                 | 4         |
| ハンガリー (マハーズ)                           | 6         |
| アイルランド (IRMA)                             | 1         |
| イタリア (Musica e Dischi)                      | 1         |
| オランダ (Dutch Top 40)                         | 1         |
| オランダ (Single Top 100)                       | 1         |
| ニュージーランド (Recorded Music NZ)            | 2         |
| ノルウェー (VG-lista)                           | 1         |
| 南アフリカ (EMA)                                | 5         |
| スペイン (AFYVE)                                | 1         |
| スウェーデン (Sverigetopplistan)                | 4         |
| スイス (Schweizer Hitparade)                    | 3         |
| イギリス (OCC)                                  | 3         |
| US Billboard Hot 100                            | 1         |
| アメリカ Adult Contemporary (Billboard)         | 33        |
| US Dance Club Songs (Billboard)                 | 1         |
| アメリカ Hot Black Singles (Billboard)          | 1         |
| アメリカ Hot Crossover (Billboard)              | 1         |
| アメリカ キャッシュボックス Top 100             | 1         |
| アメリカ Radio & Records CHR/Pop Airplay Chart  | 1         |
| 西ドイツ (GfK Entertainment charts)             | 4         |

| チャート (2006)           | 最高 順位 |
| ------------------------- | --------- |
| フランス (SNEP)           | 48        |
| アイルランド (IRMA)       | 24        |
| イタリア (FIMI)           | 5         |
| オランダ (Single Top 100) | 27        |
| スペイン (PROMUSICAE)     | 1         |
| イギリス (OCC)            | 16        |

| チャート (2009)                        | 最高 順位 |
| -------------------------------------- | --------- |
| オーストラリア (ARIA)                  | 27        |
| オーストリア (Ö3 Austria Top 40)       | 38        |
| カナダ (Hot Canadian Digital Singles)  | 30        |
| デンマーク (Tracklisten)               | 37        |
| フランス / ダウンロード (SNEP)         | 12        |
| イタリア (FIMI)                        | 11        |
| オランダ (Single Top 100)              | 53        |
| スペイン (PROMUSICAE)                  | 20        |
| スウェーデン (Sverigetopplistan)       | 25        |
| スイス (Schweizer Hitparade)           | 15        |
| イギリス ([OCC)                        | 40        |
| アメリカ Hot Digital Songs (Billboard) | 23        |

| チャート (1987)                          | 順位 |
| ---------------------------------------- | ---- |
| オーストラリア (Australian Music Report) | 22   |
| ベルギー (Ultratop Flanders)             | 24   |
| カナダ (RPM)                             | 54   |
| ヨーロッパ (Music & Media)               | 22   |
| オランダ (Dutch Top 40)                  | 37   |
| オランダ (Single Top 100)                | 14   |
| イギリス (OCC)                           | 57   |
| アメリカ Billboard Hot 100               | 59   |
| アメリカ Crossover Singles (Billboard)   | 12   |
| アメリカ Hot Black Singles (Billboard)   | 46   |
| アメリカ キャッシュボックス              | 24   |
| 西ドイツ (Official German Charts)        | 75   |

## 認定と売り上げ
| 国/地域                                                                                  | 認定        | 認定/売上数 |
| ---------------------------------------------------------------------------------------- | ----------- | ----------- |
| オーストラリア (ARIA)                                                                    | Platinum    | 70,000^     |
| カナダ (Music Canada)                                                                    | 2× Platinum | 160,000     |
| フランス (SNEP)                                                                          | Silver      | 250,000*    |
| 日本 (RIAJ) 着うたフル                                                                   | Gold        | 100,000*    |
| イギリス (BPI)                                                                           | Platinum    | 491,000     |
| アメリカ合衆国 (RIAA)                                                                    | Platinum    | 1,000,000   |
| * 認定のみに基づく売上数 · ^ 認定のみに基づく出荷枚数 · 認定のみに基づく売上数と再生回数 |             |             |

## 収録曲と形態
| - イギリス 7" シングル 1. "Bad" (7" single mix) – 4:06 2. "Bad" (dance remix radio edit) – 4:54 - イギリス 12" シングル 1. "Bad" – 4:06 2. "Bad" (dance extended mix includes "false fade") – 8:24 3. "Bad" (dub version) – 4:05 4. "Bad" (a cappella) – 3:49 - アメリカ/ヨーロッパ 7" シングル 1. "Bad" – 4:06 2. "I Can't Help It" – 4:28 - アメリカ CDシングル 1. "Bad" (dance extended mix; includes "false fade") – 8:24 2. "Bad" (7" single mix) – 4:06 3. "Bad" (dance remix radio edit) – 4:54 4. "Bad" (dub version) – 4:05 5. "Bad" (a cappella) – 3:49 | 「ヴィジョナリー」（2006年） - CD side 1. "Bad" (7" single mix) – 4:06 2. "Bad" ("false fade" dance extended mix) – 8:22 - DVD side 1. "Bad" (music video (short version)) – 4:20 2. "Bad" (music video) – 18:06 |